# Sadat, Ghazipur
Sādāt är en ort i Indien.   Den ligger i distriktet Ghāzīpur och delstaten Uttar Pradesh, i den centrala delen av landet, 700 km sydost om huvudstaden New Delhi. Sādāt ligger 80 meter över havet och antalet invånare är 11 211.
Terrängen runt Sādāt är mycket platt. Runt Sādāt är det tätbefolkat, med 982 invånare per kvadratkilometer. Närmaste större samhälle är Saidpur, 16,8 km sydväst om Sādāt. Trakten runt Sādāt består till största delen av jordbruksmark.